# Francesco Lamanna
Francesco Lamanna (Santa Maria Capua Vetere, 21 febbraio 1946 – Pavia, 6 luglio 2019) è stato un politico italiano, esponente della Democrazia Cristiana e già parlamentare europeo.
È subentrato al Parlamento europeo nel settembre 1992, dopo essere stato candidato alle elezioni del 1989 per la lista della DC. È stato membro della Commissione per gli affari istituzionali e della Commissione per le libertà pubbliche e gli affari interni.